# Bolívia nos Jogos Pan-Americanos
A Bolívia competiu nos jogos pan-americanos desde a quinta edição do evento multiesportivo em 1967. Sua mais recente participação aconteceu no último pan em 2007, no Rio de Janeiro. O país compete com o código de país do COI: 'BOL'.
O atletas que representaram o país conquistaram um total de três medalhas nos Jogos Pan-Americanos, uma de prata e duas de bronze.
A Bolívia participou dos Jogos Pan-Americanos de Inverno de 1990, em Las Leñas, sua delegação possuía dois atletas, porém não conquistaram medalhas.

## Jogos de Verão
| Ano   | Sede             | Gold | Silver | Bronze | Total |
| ----- | ---------------- | ---- | ------ | ------ | ----- |
| 1967  | Winnipeg         | 0    | 0      | 0      | 0     |
| 1971  | Cáli             | 0    | 0      | 0      | 0     |
| 1975  | Cidade do México | 0    | 0      | 0      | 0     |
| 1979  | São João         | 0    | 0      | 0      | 0     |
| 1983  | Caracas          | 0    | 0      | 0      | 0     |
| 1987  | Indianápolis     | 0    | 0      | 0      | 0     |
| 1991  | Havana           | 0    | 1      | 0      | 1     |
| 1995  | Mar do Prata     | 0    | 0      | 0      | 0     |
| 1999  | Winnipeg         | 0    | 0      | 0      | 0     |
| 2003  | Santo Domingo    | 0    | 0      | 2      | 2     |
| 2007  | Rio de Janeiro   | 0    | 0      | 0      | 0     |
| 2011  | Guadalajara      | 0    | 0      | 2      | 2     |
| 2015  | Toronto          | 0    | 1      | 2      | 3     |
| Total | Total            | 0    | 2      | 6      | 8     |

### Jogos de Inverno
| Ano   | Sede      | Gold | Silver | Bronze | Total |
| ----- | --------- | ---- | ------ | ------ | ----- |
| 1990  | Las Leñas | 0    | 0      | 0      | 0     |
| Total | Total     | 0    | 0      | 0      | 0     |